# Bundesvision Song Contest 2009
De Bundesvision Song Contest 2009 vond plaats in Potsdam, Brandenburg, nadat Subway to Sally het festival het voorgaande jaar won met Auf Kiel. Winnaar dit jaar werd Berlijn. Peter Fox wist met zijn nummer Schwarz zu Blau Berlijn zijn tweede overwinning te schenken in de geschiedenis van het festival.

## Uitslag
| Plaats | Staat                     | Taal            | Artiest                   | Lied                               | Punten |
| ------ | ------------------------- | --------------- | ------------------------- | ---------------------------------- | ------ |
| 1      | Berlijn                   | Duits           | Peter Fox                 | Schwarz zu Blau                    | 174    |
| 2      | Saksen                    | Engels en Duits | Polarkreis 18             | The colour of snow                 | 131    |
| 3      | Noordrijn-Westfalen       | Duits           | Rage                      | Gib dich nie auf                   | 112    |
| 4      | Baden-Württemberg         | Duits           | Cassandra Steen           | Darum leben wir                    | 103    |
| 5      | Hamburg                   | Duits en Engels | Olli Schulz               | Mach den Bibo                      | 73     |
| 6      | Hessen                    | Duits           | Fräulein Wunder           | Sternradio                         | 53     |
| 6      | Thüringen                 | Duits en Engels | Chapeau Claque            | Pandora (kiss miss tragedy)        | 53     |
| 8      | Sleeswijk-Holstein        | Duits           | Ruben Cossani             | Bis auf letzte Nacht               | 44     |
| 9      | Brandenburg               | Duits           | Sven van Thom             | Jaqueline (ich hab Berlin gekauft) | 37     |
| 10     | Beieren                   | Beiers          | Claudia Koreck            | I wui dass du woasst               | 34     |
| 11     | Bremen                    | Duits           | Flowin Immo et les Freaqz | Urlaub am Attersee                 | 25     |
| 12     | Mecklenburg-Voor-Pommeren | Duits           | Marteria                  | Zum König geboren                  | 23     |
| 12     | Rijnland-Palts            | Duits           | Pascal Finkenauer         | Unter Grund                        | 23     |
| 14     | Saarland                  | Duits           | P-lot                     | Mein Name ist                      | 21     |
| 15     | Nedersaksen               | Duits           | Fotos                     | Du fehlst mir                      | 12     |
| 16     | Saksen-Anhalt             | Duits           | Angela's park             | Generation monoton                 | 10     |

2005 · 2006 · 2007 · 2008 · 2009 · 2010 · 2011 · 2012 · 2013 · 2014 · 2015
Baden-Württemberg · Beieren · Berlijn · Brandenburg · Bremen · Hamburg · Hessen · Mecklenburg-Voor-Pommeren · Nedersaksen · Noordrijn-Westfalen · Rijnland-Palts · Saarland · Saksen · Saksen-Anhalt · Sleeswijk-Holstein · Thüringen